# Jean-Baptiste Massillon
Jean-Baptiste Massillon [ejtsd: masszillyon] (Hyères (Provence), 1663. június 24. – 1742. szeptember 18.) francia katolikus püspök, hitszónok és akadémikus.

## Életútja
1681-ben belépett az Oratoriánusok rendjébe, és 18 éves korában már tanított a rend kollégiumaiban és Vienne papi szemináriumában. A kitűnő szónoki képességgel rendelkező Massillont kérték fel 1691-ben Vienne püspökének temetésén a gyászbeszéd megtartására. 1693-ban Lyon püspökének temetésén mondott gyászbeszédet.   1699-ben a párizsi St. Magloire papnevelő intézet vezetőjévé nevezték ki. 1700-ban Advent időszakában Versailles-ban, XIV. Lajos előtt tartott szentbeszédeket. 1718-ban újra visszatért az udvarhoz, ahol a Tuileriák palotájában a 8 éves XV. Lajos előtt prédikált a nagyböjtöt megelőző napokban. 1717-ben Clermont-Ferrand püspökévé nevezték ki, 1719-ben pedig tagja lett a Francia Akadémiának. Művei többször kiadták. Beszédeit más nyelvekre is lefordították. Magyarul Szalay Sándor, szatmári székesegyházi szónok M. nyomán adott ki szent beszédeket.